# 小鱗多板盾尾魚
小鱗多板盾尾魚，又稱小鱗鋸尾鯛，為輻鰭魚綱鱸形目刺尾魚亞目刺尾魚科的其中一個種，於1804年由法國博物學家Bernard Germain de Lacépède首次正式描述，其模式產地確定為新南威爾斯州，該模式由François Péron收集，分布於西太平洋的澳洲東部、豪勳爵島等海域，本魚體呈橢圓形且側扁，成魚在嘴上方的鼻子上有一個小突起，體後部及尾柄兩側各有六塊盾狀骨板，尾鰭微凹，身體呈均勻的灰色，有細長的側線，身體後部的骨板處有暗色斑點內，背鰭硬棘8枚、背鰭軟條21-22枚、臀鰭硬棘3枚、臀鰭軟條20-21枚，體長可達70公分，成魚棲息在岩礁區，稚魚則出現在河口及海灣，以藻類為食，可作為觀賞魚。